# Aspilota foutsi
Aspilota foutsi är en stekelart som beskrevs av Fischer 1971. Aspilota foutsi ingår i släktet Aspilota och familjen bracksteklar. Inga underarter finns listade.